# Olympische Sommerspiele 1996/Teilnehmer (Komoren)
| Gelbes Symbol für Goldmedaillen mit stilisierten Olympischen Ringen | Graues Symbol für Silbermedaillen mit stilisierten Olympischen Ringen | Braundes Symbol für Bronzemedaillen mit stilisierten Olympischen Ringen |
| ------------------------------------------------------------------- | --------------------------------------------------------------------- | ----------------------------------------------------------------------- |
| —                                                                   | —                                                                     | —                                                                       |

Die Komoren nahmen bei den Olympischen Sommerspielen 1996 in der US-amerikanischen Metropole Atlanta mit vier Sportlern, einer Frau und drei Männern, in vier Wettbewerben in einer Sportart teil.
Es war die erste Teilnahme der Komoren bei Olympischen Sommerspielen.

## Flaggenträger
Der Leichtathlet Faissoil Ben Daoud trug die Flagge der Komoren während der Eröffnungsfeier am 19. Juli im Centennial Olympic Stadium.

## Teilnehmer
Jüngste Teilnehmerin der Komoren war Hadhari Djaffar mit 17 Jahren und 257 Tagen, ältester Teilnehmer war Mohamed Bakar mit 23 Jahren und 207 Tagen.
| Name             | Alter | Geschlecht | Sportart       | Resultat(e)                               |
| ---------------- | ----- | ---------- | -------------- | ----------------------------------------- |
| Hassan Abdou     | 23    | männlich   | Leichtathletik | Platz 8 im zweiten Vorlauf über 400 Meter |
| Mohamed Bakar    | 23    | männlich   | Leichtathletik | Platz 9 im dritten Vorlauf über 100 Meter |
| Hadhari Djaffar  | 17    | männlich   | Leichtathletik | Platz 8 im fünften Vorlauf über 200 Meter |
| Ahamada Haoulata | 21    | weiblich   | Leichtathletik | Platz 7 im ersten Vorlauf über 400 Meter  |